# Референдум в Грузии (2003)
Конституционный референдум был проведен в Грузии 2 ноября 2003 года вместе с парламентскими выборами. Предлагаемые конституционные изменения позволят уменьшить количество мест в следующем парламенте Грузии с 235 до 150. 
Почти 90% проголосовали за, изменения были осуществлены во время грузинских парламентских выборов 2008 года.

## Фон
До референдума, гражданские группы собрали 218,000 подписей под петицией, призывающей к сокращению числа депутатов, согласно закону более чем 200,000 необходимые для конституционной инициативы. 3 сентября 2003 года Президент Эдуард Шеварднадзе подписал указ об референдуме.

## Результаты
Вы за или против сокращения числа грузинских парламентариев до 150 депутатов?
Оригинальный текст (груз.)ხართ თუ არა მომხრე ან წინააღმდეგი ქართველი პარლამენტარების რაოდენობის 150 დეპუტატამდე შემცირების?

| Выбор                               | Голосов   | %     |
| ----------------------------------- | --------- | ----- |
| За                                  | 1,590,309 | 89.61 |
| Против                              | 184,209   | 10.39 |
| Недействительные/пустые голоса      | 123,466   | –     |
| Всего                               | 1,904,105 | 100   |
| Зарегистрированных избирателей/явка | 3,178,593 | 63.89 |
| Источник: Прямая Демократия         |           |       |